# Liberation Tigers of Tamil Eelam

Von den LTTE genutzte Flagge für Tamil Eelam

Die Liberation Tigers of Tamil Eelam (kurz LTTE, auch Tamil Tigers; Tamil தமிழீழ விடுதலைப் புலிகள் ‚Befreiungstiger von Tamil Eelam‘) waren eine paramilitärische Organisation, die von 1983 bis 2009 im Bürgerkrieg in Sri Lanka für die Unabhängigkeit des von Tamilen dominierten Nordens und Ostens Sri Lankas vom Rest der Insel kämpften, in dem mehrheitlich Singhalesen leben. In dem von ihnen bis 2009 kontrollierten Gebiet übten sie die alleinige Staatsgewalt aus. Oberster Kommandant war Velupillai Prabhakaran.
Die LTTE wurde von 31 Staaten u. a. wegen Menschenrechtsverletzungen und Anschlägen als terroristische Organisation eingestuft, darunter von Indien, den USA und der Europäischen Union. Im Oktober 2014 urteilte das Gericht der Europäischen Union jedoch, dass die zugrundeliegenden Rechtsakte des Rates der Europäischen Union aus verfahrenstechnischen Gründen nichtig seien. Die LTTE führte rund 240 Selbstmordattentate aus.

## Geschichte des tamilisch-singhalesischen Konflikts

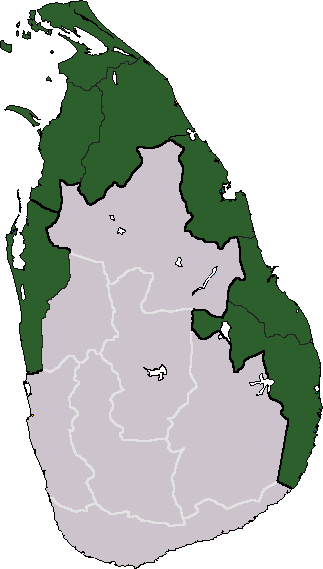
Von den tamilischen Separatisten beanspruchte Gebiete Sri Lankas (grün)

Konflikte zwischen Tamilen und Singhalesen auf Sri Lanka gab es schon vor Beginn unserer Zeitrechnung. Diese waren meist solche zwischen den singhalesischen Königreichen im Süden Sri Lankas und tamilischen Königreichen im Norden Sri Lankas.
Durch die Jahrtausende siedelten die Singhalesen hauptsächlich im Süden und in der Mitte Sri Lankas, während die Tamilen den Norden und Osten bewohnten. Es gab über lange Zeiträume intensive nicht-feindliche Kontakte zwischen den beiden Gruppen. Lange Zeit bestanden getrennte Königreiche, die von den Portugiesen und Niederländern in der Zeit ihrer Herrschaften als getrennte Einheiten behandelt wurden. Als Sri Lanka zur britischen Kolonie wurde, wurden die Bereiche zusammengefasst. Die besser ausgebildeten Tamilen wurden im Stile einer Teile-und-herrsche-Politik mit Verwaltungsposten betraut.
Der tamilische Wunsch nach Unabhängigkeit entstand als Reaktion auf die Sinhala-only-Politik, die nach der Unabhängigkeit Sri Lankas 1948 von der singhalesisch dominierten SLFP-Regierung seit 1956 betrieben wurde. So wurden Gesetze erlassen, die den Tamilen höhere Positionen in der Regierung sowie Posten in Militär und Polizei verweigerten. Für tamilische Studenten wurde die Zulassung zu den Universitäten stark eingeschränkt. Dies führte zu blutigen Zwischenfällen zwischen Polizeitruppen und Tamilen, was wiederum zu landesweiten Pogromen gegen Tamilen führte.

## Geschichte der LTTE
In den 1960er Jahren begannen Tamilen, zunächst überwiegend Studenten, sich zu organisieren und, anfangs mit friedlichen Mitteln (Demonstrationen, Zeitungen), gegen die Unterdrückung zu kämpfen. Während dieser Zeit entstanden schätzungsweise 30 Kleingruppen, darunter auch die LTTE, die sich bis zu ihrem Zusammenschluss mit einer anderen größeren militanten Gruppierung 1976 TNT (Tamil New Tigers) nannte.
1979 schloss sich Anton Balasingham der LTTE an und wurde im Folgenden der Chefideologe. Er fügte dem alleinigen Ziel der tamilischen Unabhängigkeit weitere, marxistisch beeinflusste Ideen im Bereich der Sozialpolitik hinzu, was die Politik der Gruppe dauerhaft prägte.

### Der Aufstieg der LTTE

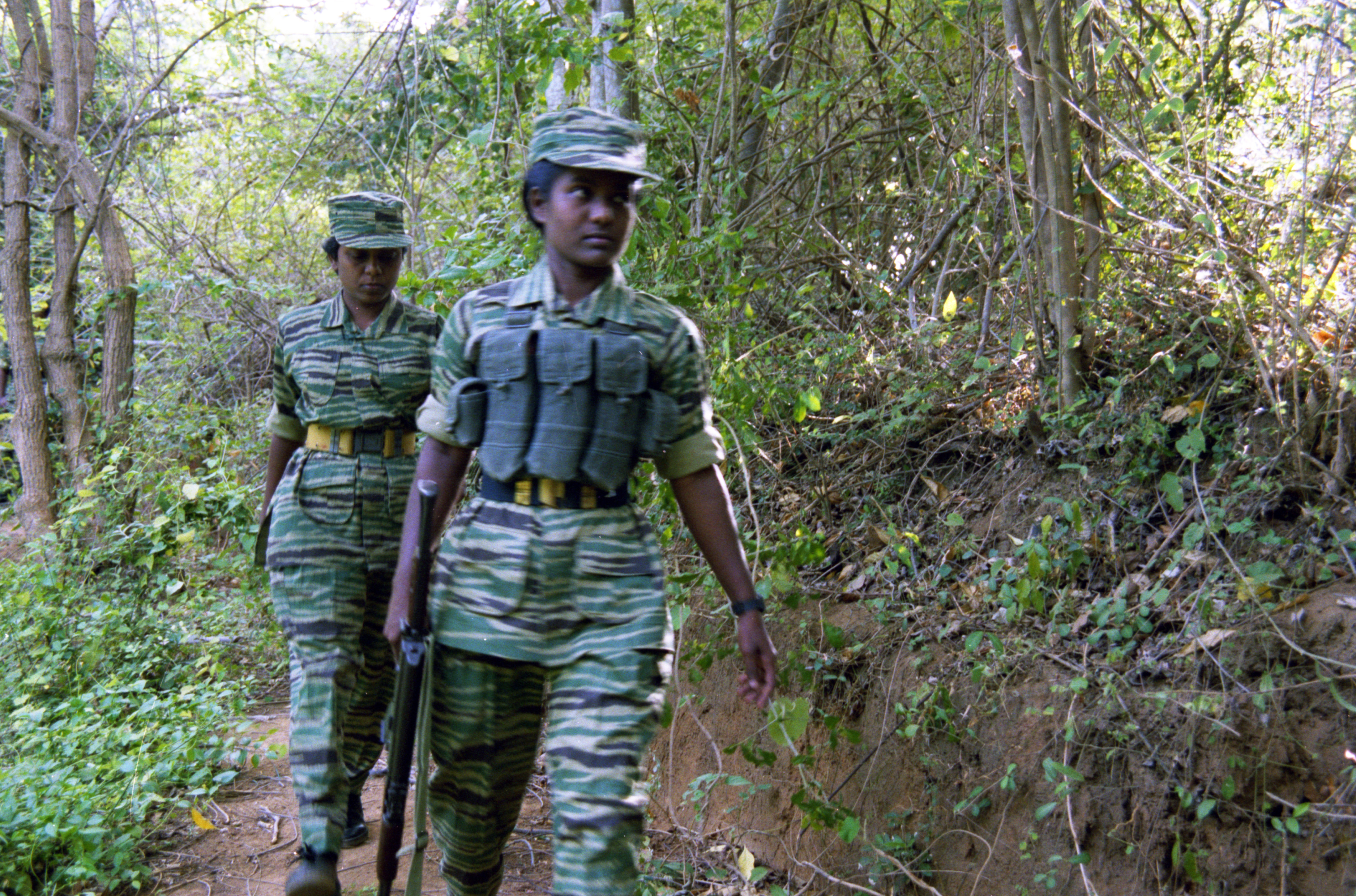
Frauen der LTTE 1, 2002

Die LTTE war deutlich effizienter als die anderen militanten Gruppen, was auf ihre Disziplin zurückzuführen ist, die durch die Führungsstärke des als charismatisch angesehenen Prabhakaran und die feste Ideologie bedingt ist. Die Tötung von 13 sri-lankischen Soldaten durch die LTTE im Juli 1983, und die darauf folgenden Pogrome gegen die tamilische Minderheit mit 1000 bis 5000 Toten gelten gemeinhin als Beginn des Bürgerkriegs in Sri Lanka. Im Krieg kämpfte die LTTE erfolgreich gegen die Regierungstruppen und konnte die Kontrolle über den tamilisch dominierten Norden und Teile des Ostens Sri Lankas erlangen. Das kulturelle Zentrum der Tamilen, Jaffna, wurde jedoch 1996 von der sri-lankischen Armee zurückerobert.
Anfangs arbeitete die LTTE mit den anderen militanten Gruppierungen zusammen. Ab 1986 bekämpfte sie die TELO (Tamil Eelam Liberation Organisation) und ermordete deren gesamte Führung und mehrere hundert Kämpfer, bis diese Gruppierung ihren Einfluss völlig verloren hatte. Einige Monate später griff die LTTE Lager der EPRLF (Eelam People’s Revolutionary Liberation Front) an und verdrängte diese von der Jaffna-Halbinsel.
Warum die LTTE die anderen Gruppen bekämpfte, ist umstritten. Deren eigene Begründung lautete, dass jene zu stark mit Indien zusammenarbeiteten und teilweise vom indischen Geheimdienst RAW unterwandert seien. Die anderen Gruppierungen waren nicht so radikal wie die LTTE und man befürchtete dort, dass sie, vor allem durch indische Einflussnahme, einer Lösung des Konflikts unter zu großen Zugeständnissen zustimmten. Das Ergebnis der Angriffe war die Festigung der Position der LTTE als der vorherrschenden militärischen Gruppierung im Kampf für Tamil Eelam.
International bekannt wurden die Tamil Tigers jedoch erst durch ihre Selbstmordattentate. So wurde 1991 der ehemalige indische Premierminister Rajiv Gandhi von ihnen ermordet, 1993 der sri-lankische Präsident Premadasa.

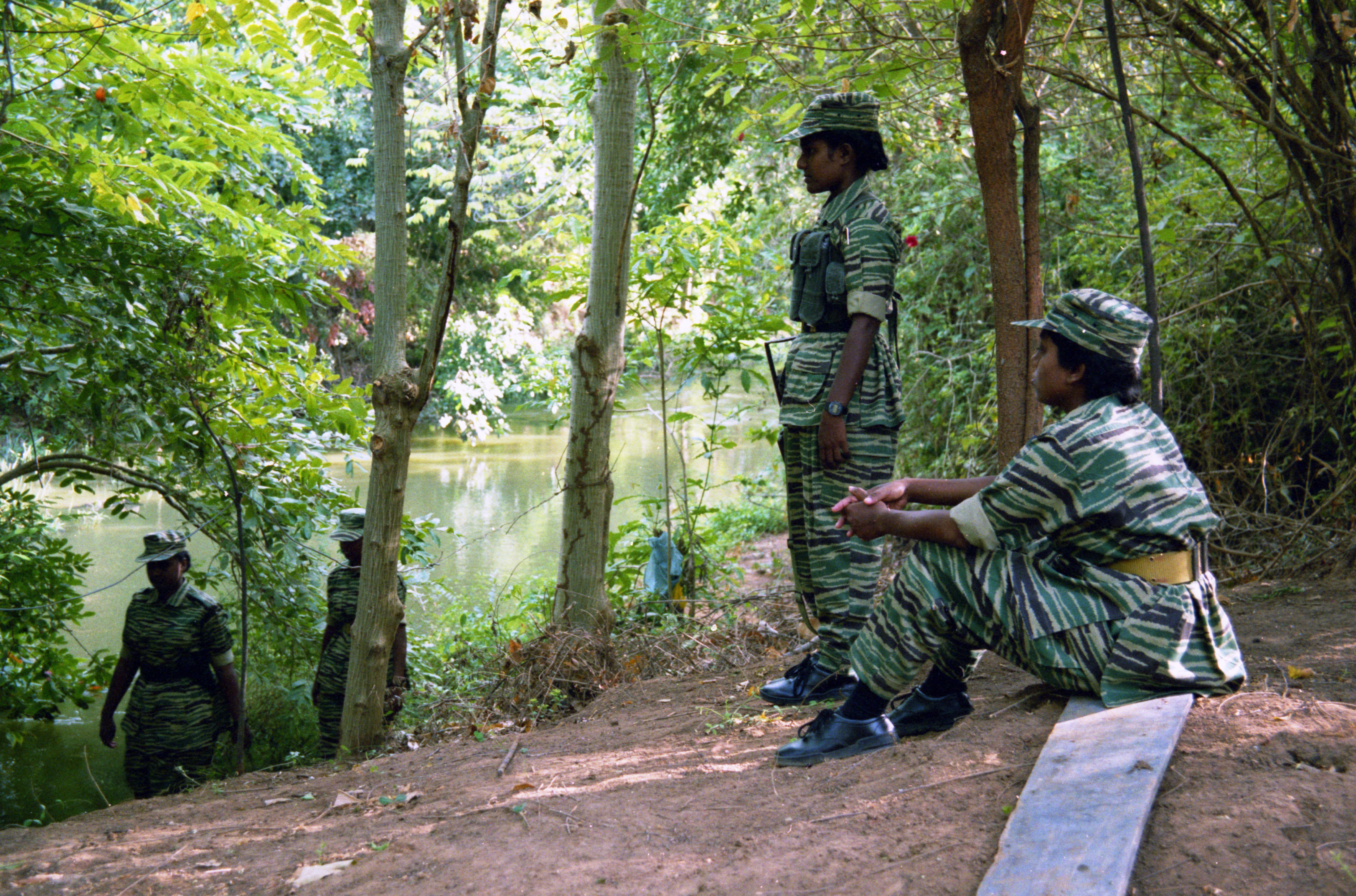
Frauen der LTTE 2, 2002

Am 31. Januar 1996 war die Zentralbank Sri Lankas Ziel eines Attentats. Ein mit Sprengstoff beladener Lastkraftwagen durchbrach die Tore, die folgende Explosion und eine weitere in einem Hochhaus des Geschäftsviertels in Colombo kostete 88 Menschen das Leben und verursachte etwa 1.000 Verletzte.

### Jüngere Entwicklung
Die LTTE forderte nach dem 2002 erzielten Waffenstillstand als Übergangslösung bis zu einem Frieden eine selbstbestimmte Verwaltung (interim self-governing authority, ISGA). Dies wurde von der sri-lankischen Regierung strikt abgelehnt. Eine Einigung zeichnete sich nicht ab, da beide Seiten nicht von ihren Positionen abrücken wollten.
Im März 2004 sagte sich der Kommandeur Vinayagamurthy Muralitharan alias Oberst Karuna zusammen mit den ihm unterstehenden rund 6000 LTTE-Kämpfern von Prabhakaran los. Als Grund wurden interne Machtkämpfe zwischen den östlichen und nördlichen Tamilen genannt, was angesichts Karunas Herkunft aus dem Norden umstritten ist. Heftige Kämpfe zwischen der LTTE und seinen Truppen folgten, die aber zu keiner Veränderung der Lage führten. Einer der Hauptvorwürfe der LTTE gegen die sri-lankische Regierung war, dass sie Karuna unterstütze, um der LTTE zu schaden. Ein Angebot für einen separaten Frieden mit der Karuna-Gruppierung hatte die Regierung aber abgelehnt.
Die auf den Tsunami im Dezember 2004 folgenden Hilfslieferungen führten zu einer erneuten Zuspitzung des Konflikts, da die Hilfsländer und die Spender die Hilfsgüter nur in Kooperation mit der LTTE übergeben wollten, um ihre sachgemäße Benutzung auch im Osten der Insel zu gewährleisten. Es wurde nach langen Verhandlungen ein Kompromiss erzielt, der aber die Regierung Sri Lankas in eine schwere Krise stürzte, da singhalesisch-nationalistische Parteien sie der indirekten Anerkennung der Hoheit der LTTE über den Norden und Osten Sri Lankas bezichtigten.
Das Waffenstillstandsabkommen zwischen der LTTE und der Regierung wurde am 2. Januar 2008 von der Regierung aufgekündigt. Regierungstruppen eroberten das gesamte von der LTTE kontrollierte Gebiet. Wie Präsident Mahinda Rajapaksa bekannt gab, habe die Armee Sri Lankas die LTTE-Hochburg Kilinochchi im Norden von Sri Lanka nach einer Offensive am 1. Januar 2009 eingenommen. Er sprach von einem „historischen Sieg“ im Bürgerkrieg in Sri Lanka gegen die LTTE-Rebellen.
Am 25. Januar 2009 wurde auch Mullaitivu von der sri-lankischen Armee eingenommen. Die LTTE verlor damit die letzte von ihr kontrollierte Stadt. Im Kampfgebiet waren nach Angaben der Vereinten Nationen rund 250.000 Zivilisten eingeschlossen. Im Mai konnte das Militär auch den letzten von der LTTE kontrollierten Küstenstreifen einnehmen. Der Machtbereich der LTTE beschränkte sich nur noch auf eine wenige Quadratkilometer große Region im Nordosten der Insel.
Die Kämpfe zwischen der LTTE und der sri-lankischen Armee forderten im Frühjahr 2009 tausende von Todesopfern unter der Zivilbevölkerung. Bis zu 200.000 Menschen mussten die von den Rebellen gehaltene Region verlassen und konnten nur unzureichend versorgt werden. Angesichts der humanitären Situation formulierte der Sicherheitsrat der Vereinten Nationen am 13. Mai 2009 erstmals eine offizielle Stellungnahme zum Bürgerkrieg in Sri Lanka und forderte die Konfliktparteien auf, sich für die Sicherheit der eingeschlossenen Bevölkerung einzusetzen und die Flüchtlinge zu versorgen.

### Ende des Bürgerkriegs
Angesichts der Geländegewinne im Mai 2009 erklärte der sri-lankische Präsident Mahinda Rajapaksa am 16. Mai 2009 die LTTE für besiegt und den Bürgerkrieg für beendet. Die verbleibenden Rebellen seien vom Militär eingekesselt, über das Schicksal des Rebellenführers Velupillai Prabhakaran war zunächst nichts bekannt. Über die Website Tamilnet erklärte die LTTE, die Waffen ruhen zu lassen, um die Zivilbevölkerung nicht weiter zu gefährden. Nach bestätigten Angaben der sri-lankischen Armee wurde Velupillai Prabhakaran, wie auch die gesamte Führungselite der LTTE, bei der Flucht vor Regierungstruppen von einer Sondereinheit am 18. Mai 2009 erschossen.
Brad Adams, der Asien-Direktor von Human Rights Watch, bezeichnete die LTTE 2014 als erloschen (defunct). Der Terrorismusbericht des U.S. State Department erwähnte im Jahr 2016 lediglich Befürchtungen der sri-lankischen Regierung vor einem erneuten Auftauchen von Sympathisanten der LTTE, nicht aber Aktivitäten der Organisation selbst. Der schweizerische NDB erwähnte im Jahr 2017 Mitglieder der LTTE, die versuchten, sich neu zu orientieren und tamilische Veranstaltungen besuchen, sie stellten aber keine Bedrohung für die Sicherheit der Schweiz dar.

## „Separatismus“
Der stellvertretende Leiter der LTTE, Gopalaswamy Mahendraraja, wurde 1994 wegen Hochverrats an der LTTE hingerichtet. Er wurde beschuldigt mit dem indischen Research and Analysis Wing (RAW oder R&AW) zusammengearbeitet zu haben, um Prabhakaran von der LTTE-Führungsspitze zu entfernen.
Als größter Fall von „Separatismus“ gilt in der LTTE der Fall Karuna. Oberst Karuna trennte sich im März 2004 von der LTTE und gründete die TEMVP (TamilEela Makkal Viduthalai Pulikal), um die Kontrolle der östlichen Gebiete der LTTE zu übernehmen, mit der Begründung, die Führung der LTTE kümmere sich nicht um die Interessen der östlichen Tamilen. Die Führung der LTTE wiederum beschuldigte ihn, Gelder veruntreut zu haben.
Nach der Wahl von Präsident Mahinda Rajapaksa verlor die LTTE die Kontrolle über die östlichen Gebiete der Insel. Diesen Sieg verdankt die SLA vor allem Oberst Karuna durch seine Abspaltung von der LTTE und seinen Aktionen gegen die LTTE in den östlichen Gebieten. Im September 2007 sagte Karuna, er werde einer Entwaffnung erst zustimmen, wenn die Regierung ihm den Schutz seiner Gruppe garantiere. Die TEMVP spaltete sich noch weiter, sie wurde zuletzt von Pillayan geführt, welcher Karuna aus der Partei verbannt hat.

## Struktur
Die LTTE wurde von einem fünfköpfigen Zentralkomitee geführt. Neben den politischen und militärischen Flügel waren auch die Abteilungen für Marine, Luftwaffe, Geheimdienst, Zivile Verwaltung und Übersee-/Auslandsaktivitäten direkt dem Zentralkomitee unterstellt. Zusammen stellten sie das Fundament der LTTE dar.
Die genaue Zahl der Kämpfer lässt sich nicht mit Sicherheit feststellen; zum Ende des Krieges soll die LTTE 17.900 Kämpfer gehabt haben. Etwa ein Drittel der Kämpfer waren Frauen. Die LTTE propagierte die Gleichbehandlung von Männern und Frauen. Viele Frauen wollten an dem Befreiungskampf teilnehmen unter anderem in der Hoffnung, in der künftigen tamilischen Gesellschaft die Gleichstellung von Mann und Frau sicherzustellen. Dazu gab es drei Brigaden, die nur aus Kämpferinnen bestanden.

### Tigers
Die ‚Charles Anthony Brigade‘ war die erste von der LTTE gebildete konventionelle Einheit, sie war an mehreren großen Schlachten beteiligt, darunter auch der Kampf um den ‚Elephant Pass‘. Charles Anthony war ein enger Freund Prabhakarans, er starb bei einem Zusammenstoß mit der sri-lankischen Armee; zu seiner Ehrung wurde die Einheit nach ihm benannt. Der militärische Flügel beinhaltete neben Infanterieeinheiten auch andere klassische Einheiten wie Artillerie, Panzerabwehr, Luftabwehr und Pioniere.
Nachfolgend eine Liste der bisher bekannten Einheiten des militärischen Flügels:
- Charles Anthony Brigade
- Jeyanthan Brigade
- Colonel Kittu Artillery Brigade
- Poonagari Brigade
- Seruththai Brigade
- Lt. Maduran Brigade
- Munwarai Padai Brigade
- Ponnamman Landmine Brigade
- Special Landmine Brigade
- Imran Pandiyan Brigade
- Kutti Sri Mortar Brigade
- Ratha Regiment

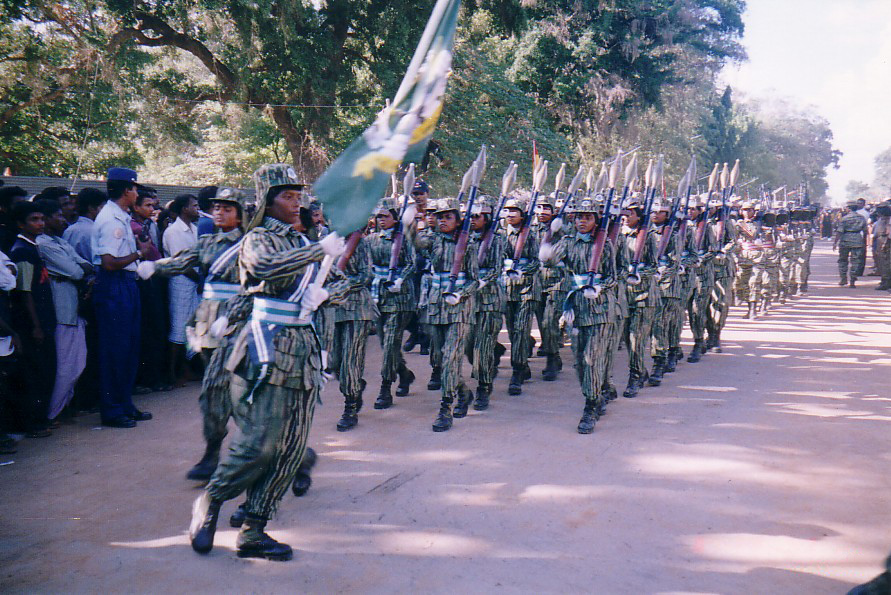
Fraueneinheit der LTTE

- Victor Anti Tank and Armoured Regiment
- LTTE Anti-Aircraft Unit
- Maravarapadai Force
- Ellapadai Force (eine Spezialeinheit der LTTE, welche die Grenzen ihrer eroberten Gebiete vor feindlichen Eindringlingen schützen sollte)[28]
- National Resurgence Force
- Maalathi Brigade (Bestand nur aus Kämpferinnen, benannt nach 2nd LT. Maalathi, die erste Frau die im Kampf starb.)
- Sothiya Brigade (Bestand nur aus Kämpferinnen)

### Sea Tigers
Im Juli 1992 (andere Quellen geben 1984 als Gründungsjahr an) wurde der Marine-Flügel – ‚Sea Tigers‘ genannt – der LTTE gegründet, nachdem sie 1991 den strategisch wichtigen Elephant Pass nicht erobern konnten. Prabhakaran kam zu der Erkenntnis, nur mit einer starken Marine könne man die Gebiete von Tamil Eelam erobern und sie behalten, da die sri-lankische Marine eine wichtige Rolle bei der Verteidigung des Elephant Pass spielte. Im April 2000 eroberte die LTTE durch die starke Nutzung der Sea Tigers den Elephant Pass.
Die Sea Tigers verfügten über schwer bewaffnete Kanonenboote, Truppentransporter, Versorgungsschiffe, Stealth Boote und U-Boote, die zumeist einheimisch entworfen und gebaut wurden. Neben den zur See gehenden Einheiten, hatten sie Taucher, Kampfschwimmer, Schiffsbau- und Wartungspersonal, als auch eigene Kommunikations- und Geheimdienstkader. Die größeren Basen der Sea Tigers befanden sich in den Küstengebieten von Mullaithivu und Mannar.
Das Hauptziel der Sea Tigers war die Bekämpfung der sri-lankischen Marine. So wurden Konvois als ‚Wolfsrudel‘ angegriffen, Anlandungsversuche der sri-lankischen Marine an die von der LTTE eroberten Küstengebiete abgewehrt, LTTE-Truppen zur Front transportiert oder aus Belagerungen befreit. Taucher legten Minen in Häfen, holten Material aus gesunkenen Schiffen oder führten Aufklärungsmissionen durch. Die Kampfschwimmer führten Angriffe auf Küstenziele und hinter feindlichen Linien durch und sammelten Informationen für den Geheimdienst.
Neben der Bekämpfung der sri-lankischen Marine waren die Sea Tigers auch für die Sicherung des Nachschubs verantwortlich. Ihre Versorgungsschiffe konnten alles transportieren was für den Kampf benötigt wurde. Die Schiffe operierten unter verschiedenen Flaggen hauptsächlich in den Gewässern nordöstlich Sri Lankas und Südostasiens, die Materialien wurden auf hoher See in kleinere Boote umgeladen und dann in die LTTE Gebiete gebracht.
Nachfolgend eine Liste der bisher bekannten Einheiten des militärischen Flügels:
- Female Sea Tiger Brigade
- Gengai Amaran Diving Brigade
- Lt. Col. Elil Kannan Brigade
- Lt. Col. Punida Brigade
- Seran Commando Brigade
- Erudha Brigade

### Air Tigers
Der genaue Ursprungsdatum der Luftwaffe der LTTE – ‚Air Tigers‘ genannt – ist unbekannt. Bis 2007 gab es nur Vermutungen über mögliche Fluggeräte, die sich im Besitz der LTTE befinden könnten. Selbst als die von der LTTE betriebene Radiostation ‚Voice of Tigers‘ am 27. November 1998 über den Einsatz der Air Tigers berichtete, waren sich viele nicht sicher, ob die Angaben stimmten. Zumal die Nachricht sehr spärlich war, es hieß nur, die Air Tigers hätten aus der Luft Blumen über die Gräber der LTTE-Kämpfer verstreut. Es wurden keine Angaben zur Anzahl und Art der Fluggeräte gemacht. Auch in den nachfolgenden Jahren gab es immer wieder Berichte über Fluggeräte im Besitz der LTTE sowie einen Luftangriff der LTTE im Jahr 2006, die von Seiten der sri-lankischen Regierung dementiert wurden.
Erst im März 2007 wurde die Existenz der Air Tigers auch von Seiten der sri-lankischen Regierung bestätigt, als die LTTE einen Luftangriff gegen die Luftwaffenbasis Katanuyake nördlich von Colombo flog. Dazu setzte die LTTE Leichtflugzeuge aus Tschechien ein und modifizierte sie, um Bomben anbringen zu können. Weitere Luftangriffe folgten bis zur militärischen Niederlage der LTTE, sie ist bis heute die einzige nichtstaatliche Organisation, die über alle drei Waffengattungen (Heer, Marine, Luftwaffe) verfügte.

### Black Tigers
Die ‚Black Tigers‘ waren die Elitetruppen der LTTE, häufig als Selbstmord-Kommando-Einheit bezeichnet, da sie über hundert Selbstmordangriffe durchgeführt haben. Captain Miller führte am 5. Juli 1987 den ersten Selbstmordangriff aus, indem er einen mit Sprengstoff vollgeladenen LKW in einen Militärstützpunkt raste. Daher wird immer am 5. Juli der ‚Black Tigers Day‘ begangen, um der toten Black-Tigers-Kämpfer zu gedenken.
Bekannt wurden die Black Tigers insbesondere durch die Selbstmordattentate auf den ehemaligen indischen Premierminister Rajiv Gandhi 1991 und dem sri-lankischen Präsidenten Ranasinghe Premadasa 1993. Neben militärischen Zielen und Politikern wurden auch zivile Ziele wie der internationale Flughafen in Colombo oder 1998 der Zahntempel (Sri Dalada Maligawa) in Kandy angegriffen. Die meisten Selbstmordangriffe wurden gegen Schiffe durchgeführt, indem mit Sprengstoff beladene Schnellboote gegen die Schiffe gesteuert wurden. Zwischen 1980 und 2000 führten die Black Tigers 168 Selbstmordangriffe aus, bis zum 30. Juni 2007 starben 322 Black Tigers auf ihren Missionen.

### Geheimdienst
Der Geheimdienstflügel wurde im Dezember 1983 gegründet und nannte sich ‚Tiger Organization Security Intelligence Service‘ (TOSIS). TOSIS operierte anfangs aus Chennai und erhielt einige Unterrichtsstunden über die grundlegenden Tätigkeiten eines Geheimdienstes vom indischen Geheimdienst RAW (Research and Analysis Wing). Die LTTE führte in Chennai auch ein ‚Military Office‘, einem Vorläufer des militärischen Geheimdienstes. Im selben Zeitraum entstanden weitere Geheimdienstgruppen der LTTE auf Sri Lanka.
1987 wurde TOSIS nach Sri-Lanka verlegt und gliederte alle anderen Geheimdienstgruppen in sich ein. Die TOSIS wurde anfangs von einem Vasanthan geleitet. Als dieser 1987 die LTTE verließ, übernahm Shanmuganathan Sivashankar, bekannt als Pottu Amman, die Leitung. Die LTTE begann die größeren Geheimdienste zu studieren, so kopierten sie die Methoden der israelischen Geheimdienste ‚Shin Bet‘ und ‚Mossad‘ und benutzten Trainings-Handbücher des pakistanischen Geheimdienstes ISI (Inter-Services Intelligence) um ihre Geheimdienstkader auszubilden.
Der Geheimdienst wurde 1993 in zwei Organisationen aufgeteilt dem ‚National Intelligence Division‘ (NID) und ‚Military Intelligence Service‘ (MIS). Pottu Amman war bis zu seinem Tod 2009 für die gesamten Geheimdienste zuständig, er führte insbesondere den NID an. Die NID teilte sich in die fünf Abteilungen Forschung und Veröffentlichung, Ausbildung und Technologie, Informationsgewinnung, Spezielle Operationen und Verwaltung. Der MIS unterteilte sich ebenfalls in fünf Abteilungen; Spezielle Aufklärung, Informationsgewinnung Armee, Informationsgewinnung Marine, Informationsgewinnung Luftwaffe und Verwaltung.

### Zivile Verwaltung
Der zivilen Verwaltung unterstanden die Abteilung für Finanzen, Justiz, Tamil Eelam-Polizei, Abteilung für Wirtschaftliche Entwicklung, Abteilung für Kommunikation, das Friedenssekretariat und die ‚Tamil Rehabilitation Organization‘ (TRO). Der politische Flügel war nicht nur für die Politik zuständig, sondern enthielt Abteilungen wie Gesundheit, Kultur oder Medien. Beide Flügel spielten eine wichtige Rolle für den Aufbau des Staates Tamil Eelam. Besonders die Arbeit der Polizei und Justiz wurden von der Bevölkerung in den LTTE-Gebieten positiv betrachtet.

## Verletzung von Menschenrechten
Die LTTE haben mehrmals Angriffe auf Zivilisten ausgeführt, wie etwa das Aranthalawa-Massaker 1987, wo 33 junge buddhistische Mönche und 4 weitere Zivilisten getötet wurden. Ein weiterer Angriff war das Anuradhapura-Massaker 1985, wo LTTE-Kämpfer in den Sri-Maha-Bodhi-Schrein eindrangen und wahllos auf Mönche und Zivilisten schossen. Danach gelangten sie in den Wilpattu-Nationalpark, wo die LTTE-Anhänger weitere Zivilisten töteten; insgesamt kamen bei dem Angriff 146 Menschen ums Leben. Im Jahr 1990 kam es zu einem Anschlag auf die Kattankudy-Moschee im Osten des Landes. Die Tamil Tigers töteten dabei über 147 betende Menschen. Bei Anschlägen auf unbewaffnete Polizisten töteten die Terroristen rund 600 Menschen.
Kindersoldaten
Vor allem wird der LTTE vorgeworfen, bewusst Kinder als Soldaten rekrutiert und eingesetzt zu haben. 2003 erklärte die LTTE den Verzicht auf die Rekrutierung von Kindersoldaten. Verschiedene Organisationen (u. a. UNICEF) berichten, dass die Zusage nicht eingehalten werde.
Weiterhin werden der LTTE ethnische Säuberungen vorgeworfen, bei denen singhalesische und muslimische Bewohner teilweise gewaltsam aus von ihr kontrollierten Gebieten vertrieben wurden, so etwa die gesamte muslimische Bevölkerung Jaffnas im Jahre 1990. Bei dieser ethnischen Säuberung wurden insgesamt ca. 72.000 Muslime aus den Städten Chavakacheri, Kilinochchi, Mannar und Jaffna vertrieben, wobei die Flüchtlinge kein Hab und Gut mitnehmen durften.
Auch hat die LTTE Massaker an singhalesischen Siedlern im ländlichen Nordosten des Landes begangen.
Die LTTE trieb weltweit Gelder von tamilischen Flüchtlingen ein, die allerdings nach traumatischen Erlebnissen während des Bürgerkriegs oft auch freiwillig zahlten. Wenn sie nicht bezahlten, mussten die Verweigerer mit Telefonterror und demolierten Wohnungen rechnen. Auch gab es dann Probleme mit Heimatbesuchen und es wurde mit gewalttätigen Maßnahmen gegen die Angehörigen gedroht.
Der LTTE wurde außerdem Waffenschmuggel vorgeworfen, den sie mit einem weitreichenden Drogen- und Menschenhandel finanziert haben soll.